# Préhy
 Préhy ist eine französische Gemeinde im Département Yonne (Region Bourgogne-Franche-Comté) in der Nähe von Auxerre und Pontigny. Die Gemeinde hat 164 Einwohner (Stand 1. Januar 2022), verfügt über eine Grundfläche von 14,00 km² und liegt auf einer Höhe von 180 Metern über dem Meer. Préhy liegt nur unweit von Chablis entfernt.

## Wirtschaft
Préhy ist ein vorwiegend durch die Landwirtschaft (Weinbau und Obstbau) geprägtes Dorf. Viele Erwerbstätige sind deshalb Wegpendler, die in den größeren Ortschaften der Umgebung ihrer Arbeit nachgehen.

## Weinbau bei Préhy
Siehe auch den Hauptartikel Chablis (Weinbaugebiet).
Das Chablis ist das nördlichste Weinbaugebiet in Burgund. Auf den Kalksteinhängen wird ausschließlich Chardonnay angebaut. Die Rebfläche verteilt sich auf Préhy und 19 angrenzende Gemeinden. Die Winzer haben auch das Recht, die regionalen Herkunftsbezeichnungen Bourgogne, Bourgogne Aligoté, Bourgogne Passetoutgrain, Bourgogne Grand Ordinaire sowie Crémant de Bourgogne zu nutzen.

## Sehenswürdigkeiten
Die Kapelle Notre Dame mit Wandmalereien in Bezug auf den im Mittelalter weit verbreiteten Ergotismus. Die auf dem Gemeindegebiet liegende Quelle Fontaine du Tau stand im Ruf, die als Antoniusfeuer bekannte Mutterkornvergiftung zu heilen. 

## Bevölkerungsentwicklung
Mit 164 Einwohnern (1. Januar 2022) gehört Préhy zu den kleinen Gemeinden des Départements Yonne. Nachdem die Einwohnerzahl in der ersten Hälfte des 20. Jahrhunderts abgenommen hat, wurde seit Anfang der 1980er Jahre wieder ein leichtes Ansteigen der Einwohnerzahl verzeichnet.
| Jahr      | 1962 | 1968 | 1975 | 1982 | 1990 | 1999 | 2006 | 2017 |
| --------- | ---- | ---- | ---- | ---- | ---- | ---- | ---- | ---- |
| Einwohner | 125  | 131  | 108  | 099  | 130  | 145  | 122  | 150  |